# Expo Peñuelas
Expo Peñuelas fue una exposición realizada entre 1935 y 1997 por la Sociedad Agrícola del Norte en el sector de Peñuelas, en la comuna de Coquimbo, Región de Coquimbo. Se realizaba durante el mes de febrero de cada año en el recinto destinado especialmente para la ocasión, ubicado al frente del Club Hípico y el Casino de Peñuelas.

## Historia

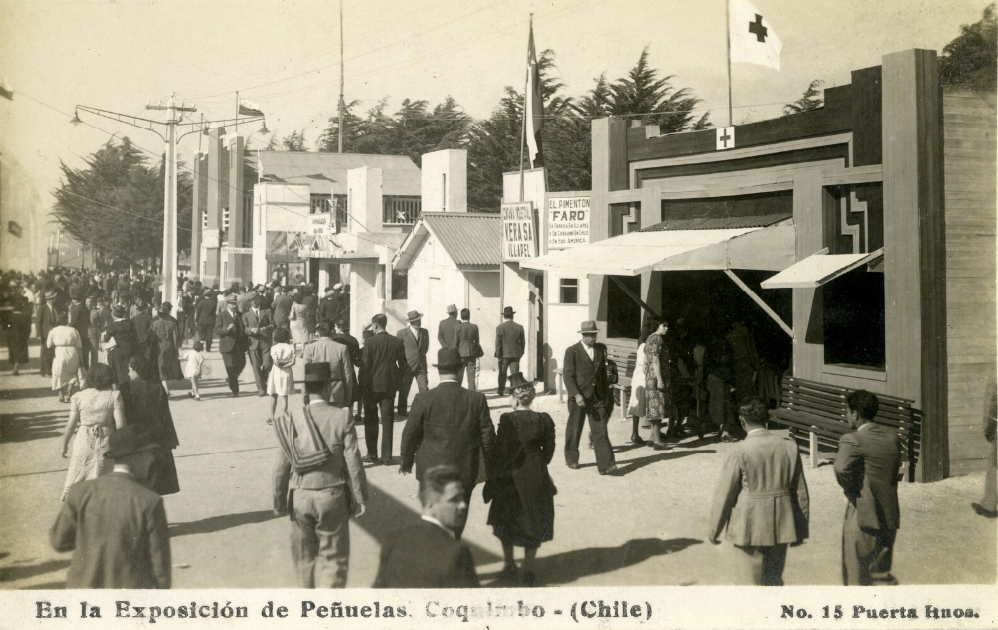
Vista de la Exposición de Peñuelas (c. 1940).

La primera versión de la Expo Peñuelas se inauguró junto con el Casino, colindante a él, el 16 de febrero de 1935. La organización del evento estaba a cargo de la Sociedad Agrícola del Norte, la cual fue fundada en noviembre de 1907. El organizador fue don Carlos Boos, gerente de la firma Adolfo Floto y Cía., y los pabellones fueron levantados por el arquitecto Guillermo Rencoret.
Con el paso de los años, la Expo Peñuelas sería identificada como Finor (Feria Internacional del Norte), y captaría la atención de la población del norte de Chile, llegando incluso a albergar módulos de países vecinos como Bolivia y Argentina.
A lo largo de las décadas, numerosas empresas comenzaron a ubicar módulos en las diferentes versiones de la Expo Peñuelas para dar a conocer sus productos y generar el interés de la gente. Esto tendría su mayor auge en las décadas de 1980 y 1990, cuando se instalarían los reconocidos módulos de Coca-Cola, Canal 8 UCV Televisión, Compañía Minera El Indio, Compañía Minera del Pacífico, Firestone, Supermercados Rendic, Lipigas, EMEC, y Telenorte, entre muchos otros.
Con el correr de los años, la Exposición de Peñuelas se tornó hacia el área cada vez más comercial, situación que junto a la llegada de otros eventos masivos gratuitos provocó el fin de la Expo Peñuelas. También se argumentó que la última versión (realizada en 1997) dejó fuertes pérdidas para la Sociedad Agrícola del Norte, y que por ello no se realizaría más.
Desde 1997 que la Expo Peñuelas ya no se realiza, quedando el recinto abandonado. Sin embargo, desde enero de 2007 han aparecido varias declaraciones de Eugenio Munizaga (actual presidente de la Sociedad Agrícola del Norte) en la prensa regional, señalando que existe la posibilidad de realizar una nueva versión de la Expo Peñuelas en noviembre de 2007, con ocasión del centenario de la Sociedad Agrícola del Norte. El evento "será de la magnitud que la región hoy día se merece. Junto con eso tenemos planificada la realización de seminarios y eventos en el mismo sitio", señaló Munizaga en la edición del 4 de febrero de 2007 de diario El Día. También se presentó un proyecto para realizar una nueva versión de la exposición para conmemorar el Bicentenario de Chile; sin embargo, este evento no se llevó a cabo.
En septiembre de 2010 la Sociedad Agrícola del Norte presentó un nuevo proyecto para reeditar la exposición, la cual cambiaría su nombre a "Expo Coquimbo" y se realizaría entre fines de enero e inicios de febrero de 2011 en el recinto donde tradicionalmente se llevaba a cabo la Expo Peñuelas. Finalmente dicha exposición no se llevó a cabo.